# Abdul Salam Abbadi
Abdul Salam Abbadi (arabisch عبد السلام العبّادي, DMG ʿAbd as-Salām al-ʿAbbādī; * 1943 in Amman, Jordanien; gestorben 2020) war ein Minister für Awqaf und Islamische Angelegenheiten im Kabinett des Premierministers von Jordanien, Abdullah Ensour, unter König Abdullah II.
Er war einer der Fellows des  Königlichen Aal al-Bayt Instituts für islamisches Denken (Royal Aal Al-Bayt Institute for Islamic Thought). Zu den von ihm ausgeübten Funktionen zählt die Präsidentschaft an der Aal-al-Bayt-Universität.
Er war einer der 138 Unterzeichner des offenen Briefes Ein gemeinsames Wort zwischen Uns und Euch (engl. A Common Word Between Us & You), den Persönlichkeiten des Islam an „Führer christlicher Kirchen überall“ (engl. „Leaders of Christian Churches, everywhere …“) sandten (13. Oktober 2007).